# Condado de Ulleung
El condado de Ulleung (hangul 울릉군, hanja 鬱陵郡, romanizado Ulleung-gun) es un condado en la provincia de Gyeongsang del Norte, en Corea del Sur. Comporta principalmente la isla de Ulleungdo, pero cubre otras 44 islas, incluyendo las rocas de Liancourt (Dokdo), actualmente reclamadas por Japón. Todas estas islas se encuentran en el mar de Japón (mar del Este).
El condado está dividido administrativamente en un eup y dos myeon: Ulleung-eup (que incluye a las rocas de Liancourt), Buk-myeon, y Seo-myeon. Estos se dividen en 10 ri legales, y 25 ri administrativos, y en el nivel más básico, el condado contiene 56 "poblaciones naturales"

## Historia
En el 512 d. C., Jijeung de Silla conquistó Usan-guk que era la nación que reinaba sobre Ulleungdo. Tras las caída de Silla_(Corea), Goryeo tomó Ulleung. En el 930, Taejo de Goryeo, hizo que la gente de Ulleungdo pagase tributo.
En el 1012 Hyeonjong de Goryeo mandó a su embajador a las islas para recuperar los arruinados campos de cultivo.

## Símbolos
- Árbol : Magnolio Plateado
- Flor : Camelia
- Pájaro : Paloma Torcaz

## Ubicación
El condado de Ulleung se encuentra en el mar de Japón (mar del Este), entre la península de Corea y Japón. Existen dos puertos principales que llevan ferris a Ulleungdo y a Dokdo: el Puerto de Pohang y el Puerto de Mukho. Ambos puertos ofrecen viajes regulares.

## Festival de la Flor de Nieve
El condado de Ulleung, que tiene una de las mayores nevadas en toda Corea, celebra el Festival de la Flor de Nieve. En el 2007 hubo una gran nevada en Ulleung, hasta 42cm de nieve en la costa y 105 cm en la cuenca de Nari. El condado no celebró esta festividad entre 2005 y 2006 pues no hubo nevadas significativas.

## Clima
| Parámetros climáticos promedio de Ulleung (1981−2010) | Parámetros climáticos promedio de Ulleung (1981−2010) | Parámetros climáticos promedio de Ulleung (1981−2010) | Parámetros climáticos promedio de Ulleung (1981−2010) | Parámetros climáticos promedio de Ulleung (1981−2010) | Parámetros climáticos promedio de Ulleung (1981−2010) | Parámetros climáticos promedio de Ulleung (1981−2010) | Parámetros climáticos promedio de Ulleung (1981−2010) | Parámetros climáticos promedio de Ulleung (1981−2010) | Parámetros climáticos promedio de Ulleung (1981−2010) | Parámetros climáticos promedio de Ulleung (1981−2010) | Parámetros climáticos promedio de Ulleung (1981−2010) | Parámetros climáticos promedio de Ulleung (1981−2010) | Parámetros climáticos promedio de Ulleung (1981−2010) |
| Mes                                                   | Ene.                                                  | Feb.                                                  | Mar.                                                  | Abr.                                                  | May.                                                  | Jun.                                                  | Jul.                                                  | Ago.                                                  | Sep.                                                  | Oct.                                                  | Nov.                                                  | Dic.                                                  | Anual                                                 |
| ----------------------------------------------------- | ----------------------------------------------------- | ----------------------------------------------------- | ----------------------------------------------------- | ----------------------------------------------------- | ----------------------------------------------------- | ----------------------------------------------------- | ----------------------------------------------------- | ----------------------------------------------------- | ----------------------------------------------------- | ----------------------------------------------------- | ----------------------------------------------------- | ----------------------------------------------------- | ----------------------------------------------------- |
| Temp. máx. media (°C)                                 | 4.3                                                   | 5.3                                                   | 9.1                                                   | 15.1                                                  | 19.3                                                  | 22.2                                                  | 25.2                                                  | 26.7                                                  | 23.1                                                  | 18.8                                                  | 13.1                                                  | 7.5                                                   | 15.8                                                  |
| Temp. media (°C)                                      | 1.4                                                   | 2.2                                                   | 5.4                                                   | 11.1                                                  | 15.5                                                  | 18.8                                                  | 22.3                                                  | 23.6                                                  | 19.8                                                  | 15.3                                                  | 9.7                                                   | 4.4                                                   | 12.4                                                  |
| Temp. mín. media (°C)                                 | −0.8                                                  | −0.2                                                  | 2.5                                                   | 7.7                                                   | 12.1                                                  | 16.0                                                  | 20.0                                                  | 21.4                                                  | 17.4                                                  | 12.6                                                  | 7.1                                                   | 2.0                                                   | 9.8                                                   |
| Precipitación total (mm)                              | 116.2                                                 | 78.1                                                  | 72.2                                                  | 81.3                                                  | 105.1                                                 | 115.3                                                 | 170.2                                                 | 167.9                                                 | 170.7                                                 | 83.9                                                  | 105.5                                                 | 117.1                                                 | 1383.4                                                |
| Días de precipitaciones (≥ 0.1 mm)                    | 18.5                                                  | 14.6                                                  | 11.6                                                  | 8.3                                                   | 8.7                                                   | 9.1                                                   | 12.1                                                  | 11.5                                                  | 9.9                                                   | 9.0                                                   | 12.4                                                  | 16.9                                                  | 142.6                                                 |
| Horas de sol                                          | 90.4                                                  | 104.1                                                 | 167.2                                                 | 212.0                                                 | 227.3                                                 | 175.0                                                 | 150.7                                                 | 163.3                                                 | 158.7                                                 | 176.8                                                 | 130.0                                                 | 100.6                                                 | 1856.1                                                |
| Humedad relativa (%)                                  | 70.1                                                  | 69.6                                                  | 69.8                                                  | 69.2                                                  | 72.1                                                  | 80.4                                                  | 85.9                                                  | 85.0                                                  | 80.3                                                  | 72.5                                                  | 68.6                                                  | 68.5                                                  | 74.3                                                  |
| Fuente: Korea Meteorological Administration           |                                                       |                                                       |                                                       |                                                       |                                                       |                                                       |                                                       |                                                       |                                                       |                                                       |                                                       |                                                       |                                                       |

## Enlaces
- Página web Oficial del gobierno del Condado

- Datos: Q485570
- Multimedia: Ulleung / Q485570